# Antonio Lorenzini (vescovo)
Antonio Lorenzini (Montepulciano, 1514 – Assisi, maggio 1577) è stato un vescovo cattolico italiano.

## Biografia
Dopo gli studi di diritto civile e canonico all'Università di Siena, entrò al servizio del cardinale Marcello Cervini, allora impegnato in una riforma della vita pastorale e clericale, di cui Lorenzini si dimostrò un efficiente e valido collaboratore sia come segretario generale che come esecutore di incarichi di amministrazione ecclesiastica delle varie diocesi rette dal Cervini. Al suo seguito anche durante il Concilio di Trento, qui strinse amicizia con il segretario generale del Concilio, il vescovo Angelo Massarelli.
Dopo il conferimento al Cervini della diocesi di Gubbio, il Lorenzini si adoperò con forza per il rinnovamento della vita clericale locale che, negli anni, aveva subito ingerenze laiche che, anche con la complicità di canonici del luogo, si erano man mano arrogate l'amministrazione dei beni ecclesiastici, riuscendo, dopo aver passate molte vertenze oppositive, a rinnovare la vita religiosa della diocesi eugubina. 
Quando, il 9 aprile 1555, il Cervini salì al soglio pontificio col nome pontificale di Marcello II, il Lorenzini venne nominato capo della famiglia pontificia, ma solo per poche settimane, per la morte improvvisa del pontefice suo protettore, sopraggiunta il 1º maggio dello stesso anno. Senza appoggi né protezioni, Lorenzini rimase tuttavia a Roma dove, per la sua solida esperienza di governo diocesano, venne nominato – nel 1568 – vescovo in partibus di Cesarea. Nello stesso anno, l'arcivescovo Giovanni Ricci lo chiamò quale vicario generale della diocesi di Pisa per rimediare alle gravi problematiche cui essa era afflitta sia dal versante amministrativo e beneficale che da quello pastorale e clericale, che riuscì a risolvere dopo molti anni di severo governo, scontrandosi spesso con ardue resistenze e affrontando persino complotti alla sua persona.
La sua attività non poté tuttavia essere portata a pieno compimento per la sopravvenuta morte del cardinale Ricci, il 19 maggio 1574. Il 2 dicembre 1575 venne nominato vescovo di Assisi, succedendo a Filippo Geri, ma non ebbe modo di avviare alcun'altra opera di governo nella diocesi di Assisi per la sua morte prematura, avvenuta nel maggio del 1577.